# Hoddesdon
Hoddesdon est une ville anglaise du borough de Broxbourne dans le Hertfordshire, située dans la vallée de la Lea. Elle naquit comme un point d'arrêt sur la route entre Cambridge et Londres. Elle est à 5 km à l'ouest d'Harlow, à 6 km au sud-est d'Hertford, à 8 km au nord de Waltham Cross et à 18 km au sud-ouest de Bishop's Stortford. Au XVIIIe siècle, plus de 35 coches la traversaient chaque jour. Elle connut un essor au milieu du XXe siècle avec l'extraction de gravier jusque dans les années 1970. Les anciennes gravières sont aujourd'hui des étangs de loisir. Aujourd'hui, la ville bénéficie d'une industrie légère mais est surtout habitée par des travailleurs du grand Londres. La ville a accueilli le huitième Congrès International d'Architecture Moderne en 1951. Elle est jumelée avec Dinant en Belgique.